# Rua di Feletto
Rua di Feletto è una frazione del comune di San Pietro di Feletto, in provincia di Treviso. È la sede municipale.

## Monumenti e luoghi d'interesse

### Chiesa parrocchiale
Edificio di grandi dimensioni con facciata a salienti, la chiesa di Rua è l'evoluzione dell'edificio sacro di pertinenza dell'antico eremo camaldolese, che era ad una sola navata.
Nel XIX secolo vengono realizzati gli ampliamenti più importanti: tra 1854 e 1882 sono costruite le navate laterali, mentre tra 1888 e 1890 viene aggiunta l'attuale abside.
L'alto campanile risale al 1886.

### Eremo camaldolese

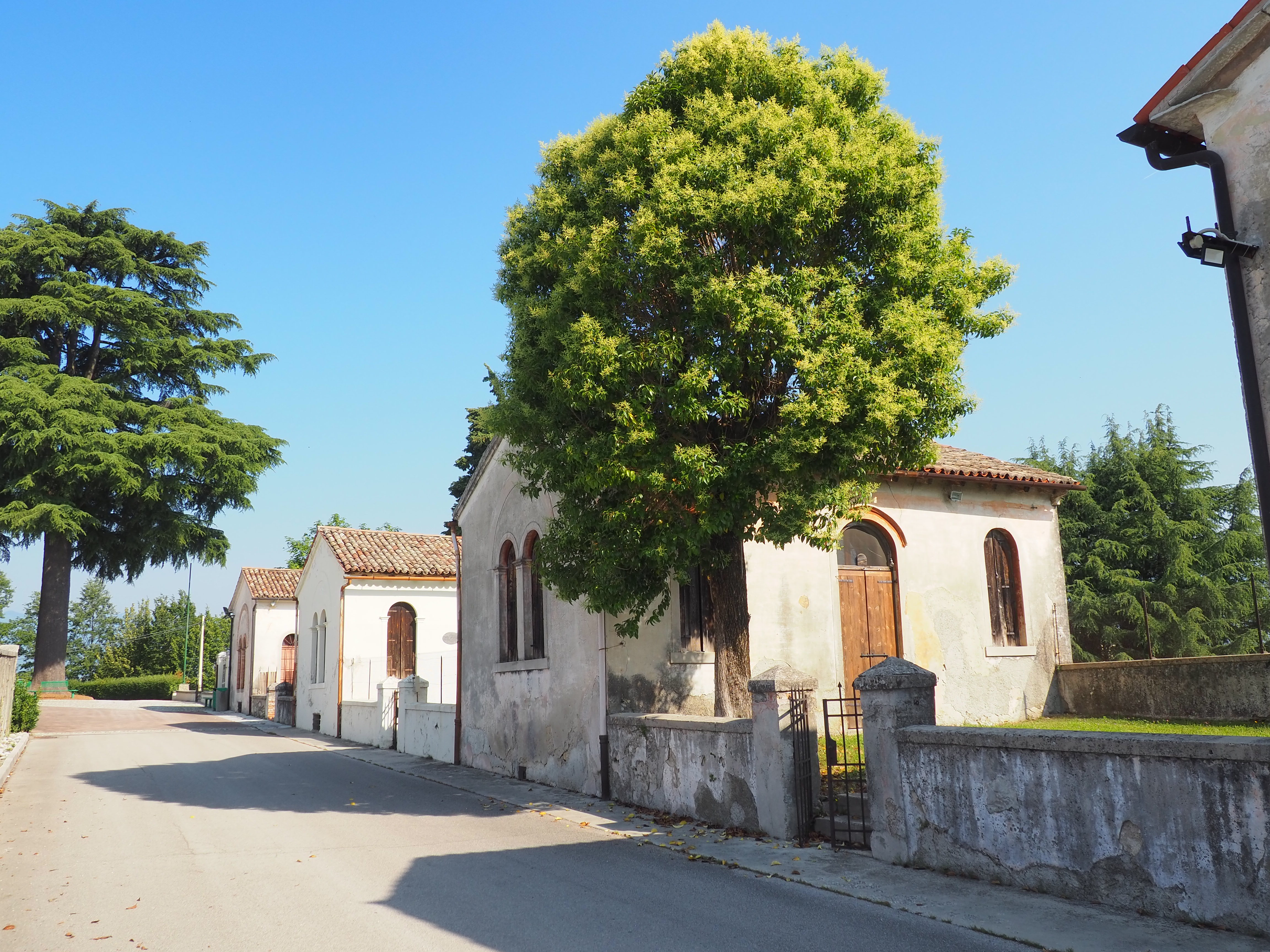
Le celle dell'eremo camaldolese.

L'eremo camaldolese di Colle Capriolo era dislocato nel cuore dell'attuale frazione di Rua.
Risalente al 1670 e frutto di una donazione, fu dotato di 14 cellette, ciascuna con orto e giardino.
Soppresso nell'Ottocento da Napoleone, finì per essere lasciato andare parzialmente in rovina.
Oggi, recuperati e restaurati, ne restano 4 celle, il refettorio e l'albergo dei poveri, ambienti parte occupati dal municipio di San Pietro di Feletto, parte dalla parrocchia di Rua.
L'Istituto Regionale Ville Venete ha schedato questo edificio, mettendolo sotto il nome di Villa Canal, Astori, detta "dei Camaldolesi".